# Dendrobeania elegans
Dendrobeania elegans är en mossdjursart som beskrevs av Jean-Loup d'Hondt och Gordon 1996. Dendrobeania elegans ingår i släktet Dendrobeania och familjen Bugulidae. Inga underarter finns listade i Catalogue of Life.